# Không kích Yemen 2024
Vào sáng ngày 12 tháng 1 năm 2024, Hoa Kỳ và Anh quốc, với sự hỗ trợ từ Úc, Bahrain, Canada và Hà Lan, đã phát động một loạt không kích nhằm vào các mục tiêu Houthi ở Yemen, một ngày sau khi nghị quyết Hội đồng Bảo an Liên Hợp Quốc lên án hành động gây hấn của Houthi ở Biển Đỏ. Tổng thống Hoa Kỳ Joe Biden cho biết ông đã ra lệnh quân đội Hoa Kỳ tấn công. Các cuộc không kích nhằm đáp trả lại các cuộc tấn công của Houthi vào các tàu ở Biển Đỏ, với mục đích phản ứng với cuộc chiến giữa Israel và Hamas để ủng hộ Palestine.
Nội các Vương quốc Anh đã triệu tập và Thủ tướng Rishi Sunak đã ủy quyền cho các cuộc tấn công.